# Луогозанто
Луогозанто, Луоґозанто (італ. Luogosanto, сард. Locusantu) — муніципалітет в Італії, у регіоні Сардинія, провінція Сассарі. До 2016 року муніципалітет належав до провінції Ольбія-Темпіо.
Луогозанто розташоване на відстані близько 290 км на захід від Рима, 210 км на північ від Кальярі, 30 км на північний захід від Ольбії, 19 км на північний схід від Темпіо-Паузанії.
Населення — 1893 особи (2014).
Щорічний фестиваль відбувається 7-8 вересня. Покровитель — Nostra Signora di Luogosanto.

## Демографія
Населення за роками:

Станом на 1 січня 2023 року в муніципалітеті офіційно проживало 90 іноземців з 17 країн, серед них 52 громадяни країн Євросоюзу та 2 громадяни України.

## Сусідні муніципалітети
- Альєнту
- Арцакена
- Лурас
- Темпіо-Паузанія